# Центрально-Любинское сельское поселение
Центрально-Любинское се́льское поселе́ние — муниципальное образование в Любинском районе Омской области Российской Федерации.
Административный центр — посёлок Центрально-Любинский.

## История
Статус и границы сельского поселения установлены Законом Омской области от 30 июля 2004 года № 548-ОЗ «О границах и статусе муниципальных образований Омской области».

## Население
| 2010  | 2011  | 2012  | 2013  | 2014  | 2015  | 2016  |
| ----- | ----- | ----- | ----- | ----- | ----- | ----- |
| 1485  | ↗1486 | ↗1538 | ↗1570 | →1570 | ↘1563 | ↗1584 |
| 2017  | 2018  | 2019  | 2020  | 2021  | 2023  |       |
| ↘1571 | ↘1565 | ↘1550 | ↘1520 | ↘1492 | ↘1466 |       |

## Состав сельского поселения
| № | Населённый пункт     | Тип населённого пункта          | Население |
| - | -------------------- | ------------------------------- | --------- |
| 1 | Выборненовка         | деревня                         | 18        |
| 2 | Луговой              | посёлок                         | 166       |
| 3 | Центрально-Любинский | посёлок, административный центр | 1027      |
| 4 | Чулково              | посёлок                         | 154       |
| 5 | Шандровка            | деревня                         | 120       |